# Élections cantonales vaudoises de 2022
Les élections cantonales vaudoises ont lieu les 20 mars et 10 avril 2022 afin de renouveler les 150 membres du Grand Conseil et les 7 membres du Conseil d'État du canton de Vaud.
Au parlement, le PLR arrive en tête avec un tiers des 150 sièges à pourvoir. Le PS et l'UDC perdent quelques sièges, tandis que les deux partis verts et les partis de gauche radicale progressent.
Au gouvernement, seule une candidate PLR est élue dès le premier tour en obtenant la majorité absolue. Le second tour, où six sièges restent en lice, voit le basculement de la majorité à droite, avec l'élection des deux candidats PLR restants et d'une candidate du Centre, représenté pour la première fois de l'histoire vaudoise au Conseil d'État, tandis que la gauche ne parvient à faire élire que deux candidates socialistes sortantes sur trois et le candidat vert.

## Contexte

### Politique

#### Départs de conseillers d'État sortants
Conseiller d'État depuis 2007, le PLR Philippe Leuba annonce le 12 août 2021 qu'il n'est pas candidat à un quatrième mandat. Son collègue de parti Pascal Broulis, en poste depuis 2002, annonce la semaine suivante qu'il ne sollicite pas un cinquième mandat au Conseil d'État après avoir entretenu le doute sur cette possibilité.
À gauche de l'échiquier politique, la Verte Béatrice Métraux, en poste depuis 2012, annonce le 1er octobre 2021 qu'elle ne se représente pas.

#### Alliance inédite de la droite
Pour la première fois, la droite présente une liste unique composée de trois PLR, un UDC et une LC, inspirée par le succès d'une telle alliance dans le canton de Fribourg. L'UDC espère retrouver un siège au gouvernement, dont elle est absente depuis dix ans, au détriment des Verts.

## Système électoral
Le Grand Conseil est le parlement unicaméral du canton de Vaud. Le gouvernement, appelé Conseil d’État, est composé de sept membres. Tous deux sont renouvelés intégralement tous les cinq ans au suffrage universel direct.

### Grand Conseil
Le Grand Conseil est composé de 150 sièges pourvus pour cinq ans au système proportionnel dans des circonscriptions correspondant aux 10 districts du canton, certains districts étant divisés en sous-arrondissements. Le scrutin est à listes ouvertes avec vote préférentiel et panachage, soumis à un seuil électoral de 5 % des suffrages exprimés.

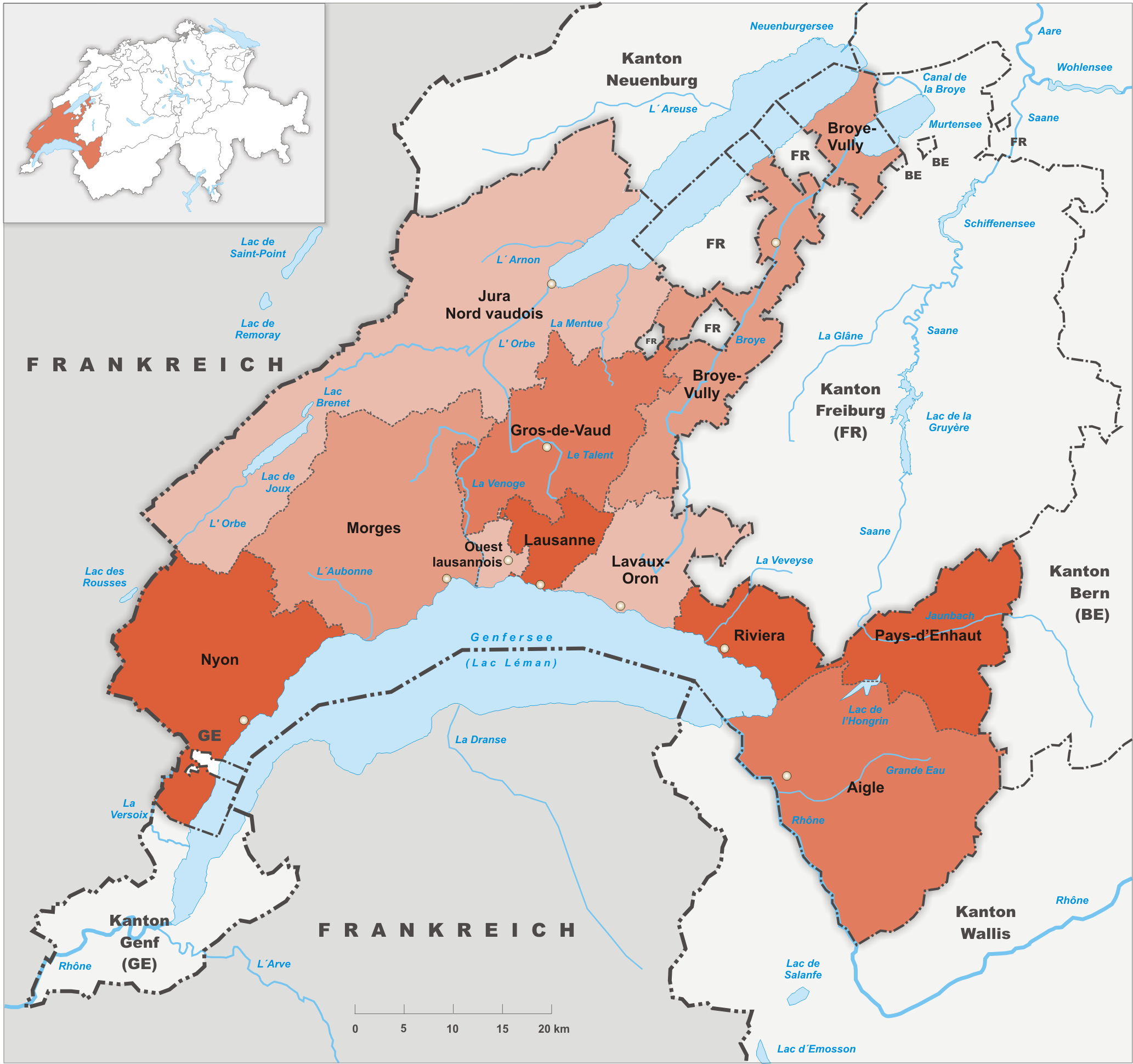
Le canton de Vaud et ses districts.

Les sièges sont répartis par rapport à la population des différents districts :
| Arrondissement          | Sous-arrondissement | Sièges |
| ----------------------- | ------------------- | ------ |
| Aigle                   | Aigle               | 8      |
| Broye-Vully             | Broye-Vully         | 8      |
| Gros-de-Vaud            | Gros-de-Vaud        | 8      |
| Jura-Nord vaudois       | Yverdon             | 15     |
| Jura-Nord vaudois       | La Vallée           | 2      |
| Lausanne                | Lausanne-Ville      | 26     |
| Lausanne                | Romanel             | 5      |
| Lavaux-Oron             | Lavaux-Oron         | 12     |
| Morges                  | Morges              | 16     |
| Nyon                    | Nyon                | 19     |
| Ouest lausannois        | Ouest lausannois    | 15     |
| Riviera - Pays-d'Enhaut | Vevey               | 14     |
| Riviera - Pays-d'Enhaut | Pays-d'Enhaut       | 2      |
| Total                   | Total               | 150    |

À noter qu'un arrondissement subdivisé est automatiquement divisé en deux. Deux listes conjointes doivent obligatoirement faire partie du même apparentement.[réf. nécessaire]

### Conseil d'État
Les sept sièges du Conseil d'État sont pourvus pour cinq ans au scrutin plurinominal majoritaire à deux tours dans une circonscription électorale unique cantonale. Les électeurs votent pour autant de candidats qu'il y a des sièges à pourvoir, à raison d'une voix pour un candidat. Les candidats ayant obtenu la majorité absolue du nombre de bulletins valables sont déclarés élus. S'il reste des sièges à pourvoir, un second tour est organisé entre les candidats restants, et ceux arrivés en tête sont déclarés élus à raison du nombre de sièges restants à pourvoir.
Les listes sont ouvertes, ce qui signifie que les électeurs ont la possibilité de les modifier en rayant ou ajoutant des noms, d'effectuer un panachage à partir de candidats de listes différentes ou même de composer eux-mêmes leurs listes sur un bulletin vierge.
Le dépôt des listes s'achève le 24 janvier. Le second tour a lieu le 10 avril.

## Campagne
Au total, 25 candidats se présentent aux élections au Conseil d’État, et 962 candidats à celles du Grand Conseil.
Le quotidien 24 Heures relève que la campagne « se déroule dans une ambiance particulière où une guerre succède à une crise, celle du Covid-19 » et qu'elle a « peu de retentissement ».
Un sondage réalisé le 9 mars par l'institut MIS-Trend auprès de 773 citoyens donne les socialistes Rebecca Ruiz et Nuria Gorrite nettement en tête, avec respectivement 40 et 39 % des intentions de vote. Elles sont suivies par la socialiste Cesla Amarelle et les libérales-radicales Christelle Luisier et Isabelle Moret, avec environ 30 % des intentions de vote. Viennent ensuite le libéral-radical Frédéric Borloz avec 24 %, puis l'UDC Michaël Buffat et le Vert Vassilis Venizelos avec respectivement 20 et 18 %, tandis que la candidate du Centre Valérie Dittli est distancée avec seulement 9 % des intentions de vote. Selon ce sondage, Vassilis Venizelos peine à convaincre les jeunes, tandis que Michaël Buffat est le candidat le plus « clivant ».
Lors des derniers jours de campagne, deux plaintes pénales sont déposées contre Cesla Amarelle, la première pour atteinte à l'honneur du fait de propos tenus lors d'une séance de travail, la seconde pour calomnie dans une affaire de licenciement en 2019 d'un enseignant au gymnase. Des plaintes pénales sont aussi déposées par des candidats de la gauche radicale pour des menaces de mort, notamment taguées sur l'Hôtel de ville de Lausanne.

### Second tour pour le Conseil d'État
Le second tour de l'élection au gouvernement, où six sièges sont encore à pourvoir, oppose les quatre candidats restants de l'alliance de droite (PLR, UDC et Centre) aux quatre candidats de l'alliance rose-verte (PS et Verts), tous les autres candidats s'étant retirés.
La gauche propose d'introduire la gratuité des transports publics pour les moins de 25 ans et les plus de 65 ans. La sortante Cesla Amarelle, dont le score au premier tour « s'explique en partie par la grogne du monde enseignant » selon un article du Temps, annonce également le ralentissement voire le gel de sa réforme phare dite d'école inclusive, visant à assurer l'égalité des chances entre tous les enfants en intégrant les élèves à « besoins spécifiques »,,,,. La droite rappelle pour sa part que son programme prévoit une baisse de la fiscalité, notamment pour la classe moyenne, et un développement des transports publics régionaux « sans opposer les différents modes de transport ».
Selon le politologue Andrea Pilotti, le réservoir de voix est plus élevé pour la gauche que pour la droite au second tour, avec notamment les voix de la gauche radicale, celles qui se sont portées sur l'entrepreneur Guillaume « Toto » Morand et celles des vert'libéraux, qui pourraient soutenir le candidat des Verts. Tout en n'excluant pas que la gauche parvienne à davantage mobiliser son électorat urbain maintenant que la majorité de gauche au gouvernement semble menacée, il juge ce second tour « totalement imprévisible ».

## Résultats

### Au Conseil d'État
| Candidats              | Candidats              | Partis                 | Premier tour | Premier tour | Second tour | Second tour |
| Candidats              | Candidats              | Partis                 | Voix         | %            | Voix        | %           |
| ---------------------- | ---------------------- | ---------------------- | ------------ | ------------ | ----------- | ----------- |
|                        | Christelle Luisier     | PLR                    | 75 113       | 50,08        | Élue        | Élue        |
|                        | Isabelle Moret         | PLR                    | 70 875       | 47,25        | 87 646      | 53,24       |
|                        | Frédéric Borloz        | PLR                    | 70 610       | 47,07        | 87 372      | 53,08       |
|                        | Nuria Gorrite          | PS                     | 70 001       | 46,67        | 91 690      | 55,70       |
|                        | Rebecca Ruiz           | PS                     | 68 817       | 45,88        | 90 566      | 55,02       |
|                        | Michaël Buffat         | UDC                    | 59 693       | 39,80        | 73 374      | 44,57       |
|                        | Valérie Dittli         | LC                     | 59 678       | 39,79        | 80 431      | 48,86       |
|                        | Cesla Amarelle         | PS                     | 59 105       | 39,40        | 76 060      | 46,20       |
|                        | Vassilis Venizelos     | PES                    | 56 502       | 37,67        | 81 509      | 49,51       |
|                        | Graziella Schaller     | PVL                    | 13 666       | 9,11         | Retrait     | Retrait     |
|                        | Jerome de Benedictis   | PVL                    | 13 170       | 8,78         | Retrait     | Retrait     |
|                        | Guillaume Morand       | PdR                    | 11 850       | 7,90         | Retrait     | Retrait     |
|                        | Cloé Pointet           | PVL                    | 11 830       | 7,89         | Retrait     | Retrait     |
|                        | Hadrien Buclin         | EàG                    | 10 370       | 6,91         | Retrait     | Retrait     |
|                        | Mathilde Marendaz      | EàG                    | 9 144        | 6,10         | Retrait     | Retrait     |
|                        | Elodie Lopez           | EàG                    | 8 697        | 5,80         | Retrait     | Retrait     |
|                        | Gabriella Lima         | EàG                    | 8 009        | 5,34         | Retrait     | Retrait     |
|                        | Céline Misiego         | POP                    | 6 958        | 4,64         | Retrait     | Retrait     |
|                        | Vincent Keller         | POP                    | 6 025        | 4,02         | Retrait     | Retrait     |
|                        | Micaël Metry           | Av                     | 5 082        | 3,39         | Retrait     | Retrait     |
|                        | Circé Barbezat-Fuchs   | L                      | 4 602        | 3,07         | Retrait     | Retrait     |
|                        | Patrick de Sepibus     | AdL                    | 3 307        | 2,20         | Retrait     | Retrait     |
|                        | Lynn Dardenne          | AdL                    | 3 211        | 2,14         | Retrait     | Retrait     |
|                        | Olivier Pahud          | AdL                    | 2 941        | 1,96         | Retrait     | Retrait     |
|                        | Luca Bagiella          | CS                     | 2 782        | 1,85         | Retrait     | Retrait     |
|                        |                        |                        |              |              |             |             |
| Votes valides          | Votes valides          | Votes valides          | 149 998      | 97,85        | 166 509     | 98,30       |
| Votes blancs           | Votes blancs           | Votes blancs           | 1 121        | 0,73         | 978         | 0,58        |
| Votes nuls             | Votes nuls             | Votes nuls             | 2 183        | 1,42         | 1 893       | 1,12        |
| Total                  | Total                  | Total                  | 153 302      | 100          | 169 380     | 100         |
| Abstention             | Abstention             | Abstention             | 291 071      | 65,50        | 273 624     | 61,77       |
| Inscrits/Participation | Inscrits/Participation | Inscrits/Participation | 444 373      | 34,50        | 443 004     | 38,23       |

### Au Grand Conseil
|                        |                              |                        |         |       |      |        |               |  |  |  |  |  |  |  |
| Parti                  | Parti                        | Sigle                  | Voix    | %     | +/-  | Sièges | +/-           |  |  |  |  |  |  |  |
|                        | Parti libéral-radical        | PLR                    | 42 409  | 28,43 | 0,76 | 50     | 1             |  |  |  |  |  |  |  |
|                        | Parti socialiste             | PS                     | 26 887  | 18,02 | 1,96 | 32     | 5             |  |  |  |  |  |  |  |
|                        | Les Verts                    | PES                    | 20 277  | 13,59 | 2,62 | 25     | 4             |  |  |  |  |  |  |  |
|                        | Union démocratique du centre | UDC                    | 18 698  | 12,53 | 0,81 | 23     | 2             |  |  |  |  |  |  |  |
|                        | Vert'libéraux                | PVL                    | 9 361   | 6,27  | 4,27 | 11     | 4             |  |  |  |  |  |  |  |
|                        | Parti ouvrier et populaire   | POP                    | 3 564   | 2,39  | 0,22 | 3      | en stagnation |  |  |  |  |  |  |  |
|                        | solidaritéS                  | solid.                 | 3 564   | 2,39  | 0,22 | 1      | en stagnation |  |  |  |  |  |  |  |
|                        | Les Libres                   | L                      | 2 234   | 1,50  | 1,62 | 2      | 2             |  |  |  |  |  |  |  |
|                        | Le Centre                    | LC                     | 1 307   | 1,26  | 0,83 | 0      | 2             |  |  |  |  |  |  |  |
|                        | décroissance alternatives    | da.                    | 1 278   | 0,86  | 0,08 | 2      | 1             |  |  |  |  |  |  |  |
|                        | Alliances des Libertés       | AdL                    | 1 247   | 0,84  | Nv.  | 0      | en stagnation |  |  |  |  |  |  |  |
|                        | Solidarité & Écologie        | S&E                    | 929     | 0,62  | Nv.  | 1      | 1             |  |  |  |  |  |  |  |
|                        | Parti évangélique            | PEV                    | 566     | 0,38  | Nv.  | 0      | en stagnation |  |  |  |  |  |  |  |
|                        | Parti pirate                 | PPVD                   | 372     | 0,25  | Nv.  | 0      | en stagnation |  |  |  |  |  |  |  |
|                        | Union démocratique fédérale  | UDF                    | 73      | 0,05  | Nv.  | 0      | en stagnation |  |  |  |  |  |  |  |
|                        | Consciences citoyennes       | CS                     | 73      | 0,05  | Nv.  | 0      | en stagnation |  |  |  |  |  |  |  |
|                        | L'Aurore                     | L'Aurore               | 54      | 0,04  | Nv.  | 0      | en stagnation |  |  |  |  |  |  |  |
|                        | Indépendants                 | Indépendants           | 85      | 0,06  | Nv.  | 0      | en stagnation |  |  |  |  |  |  |  |
|                        |                              |                        |         |       |      |        |               |  |  |  |  |  |  |  |
| Suffrages exprimés     | Suffrages exprimés           | Suffrages exprimés     | 149 190 | 98,04 |      |        |               |  |  |  |  |  |  |  |
| Votes blancs           | Votes blancs                 | Votes blancs           | 1 172   | 0,77  |      |        |               |  |  |  |  |  |  |  |
| Votes nuls             | Votes nuls                   | Votes nuls             | 1 812   | 1,19  |      |        |               |  |  |  |  |  |  |  |
| Total                  | Total                        | Total                  | 152 174 | 100   | –    | 150    | en stagnation |  |  |  |  |  |  |  |
| Abstentions            | Abstentions                  | Abstentions            | 291 799 | 65,72 |      |        |               |  |  |  |  |  |  |  |
| Inscrits/Participation | Inscrits/Participation       | Inscrits/Participation | 443 973 | 34,28 |      |        |               |  |  |  |  |  |  |  |

## Représentation par district
| District              | Total | PLR | PS | PES | UDC | PVL | Divers gauche | Divers centre | Divers droite |
| --------------------- | ----- | --- | -- | --- | --- | --- | ------------- | ------------- | ------------- |
| Aigle                 | 8     | 3   | 2  | 1   | 1   |     |               | 1             |               |
| Broye-Vully           | 8     | 4   | 1  | 1   | 2   |     |               |               |               |
| Gros-de-Vaud          | 8     | 3   | 1  | 1   | 2   | 1   |               |               |               |
| Jura-Nord vaudois     | 17    | 6   | 4  | 3   | 3   |     | 1             |               |               |
| Lausanne              | 31    | 8   | 9  | 6   | 3   | 2   | 3             |               |               |
| Lavaux-Oron           | 12    | 4   | 2  | 3   | 2   | 1   |               |               |               |
| Morges                | 16    | 5   | 3  | 3   | 3   | 2   |               |               |               |
| Nyon                  | 19    | 7   | 3  | 3   | 3   | 3   |               |               |               |
| Ouest lausannois      | 15    | 4   | 4  | 2   |     | 1   | 1             | 1             | 2             |
| Riviera-Pays-d'Enhaut | 16    | 6   | 3  | 2   | 2   |     | 2             | 1             |               |
| Canton de Vaud        | 150   | 50  | 32 | 25  | 21  | 10  | 7             | 3             | 2             |

## Analyse des résultats

### Conseil d'État

#### Premier tour
Selon l'éditorial du Temps publié le lendemain du premier tour des élections, l'alliance de droite s'est renforcée au fil de la campagne et a réussi à imposer ses thèmes de campagne, tandis que la gauche « s'est contentée de défendre son bilan ». Tête de fil de l'alliance de droite, la libérale-radicale Christelle Luisier aurait créé un esprit d'équipe, tandis que l'UDC Michäel Buffat se serait recentré, tenant « un discours modéré » (jusqu'à se déclarer en faveur d'un congé paternité). Les candidats de la gauche pour leur part n'auraient « pas donné l'impression de former une réelle équipe » et « pas répondu [...] aux inquiétudes [...] en matière de pouvoir d'achat ou de transition énergétique ».
Dans l'article principal, le journal qualifie le score de la candidate du Centre Valérie Dittli, « inconnue du grand public il y en encore quelques mois » et d'origine zougoise, de « sensation du jour », et celui de Cesla Amarelle de décevant. Selon le politologue Andrea Pilotti, le mauvais score de cette dernière ne serait pas dû aux affaires pénales sorties les derniers jours de campagne, mais à la pandémie de Covid-19, la population récompensant les responsables de la santé et pénalisant ceux de l'éducation. L'élection de Christelle Luisier au premier tour, certes de justesse, est vue comme « un petit exploit » étant donné qu'elle n'a rejoint le gouvernement que deux ans plus tôt lors d'une élection complémentaire. De manière générale, le quotidien souligne que l'alliance de droite a pour le moins bien fonctionné et qu'elle est désormais favorite pour le second tour.
Dans une analyse publié le lendemain du vote, le journal 24 Heures relève que le Vert Vassilis Venizelos a fait un score beaucoup plus modeste dans les villes que sa camarade de parti Béatrice Métraux lors des élections de 2017.
Selon le politologue Pascal Sciarini, le taux élevé d'abstention (en hausse de 6 points de pourcentage pour l'élection au gouvernement) et la faible mobilisation de la gauche s'expliquent notamment par le fait que les médias ont donné l'impression « que les jeux étaient faits en faveur de la gauche ».

#### Second tour
Le second tour voit, dans l'ordre, la réélection des candidates socialistes Nuria Gorrite et Rebecca Ruiz (55 %) et l'élection des deux candidats libéraux-radicaux Isabelle Moret et Frédéric Borloz (53 %), du Vert Vassilis Venizelos (49 %) et de la Centriste Valérie Dittli (48 %), qui devient à 29 ans l'une des plus jeunes conseillères d'État de l'histoire suisse et permet à son parti d'être représenté pour la première fois de l'histoire au gouvernement vaudois. La socialiste sortante Cesla Amarelle (46 %) n'est pas réélue, malgré une très forte mobilisation de la gauche, et l'UDC Michaël Buffat (44 %) échoue à reconquérir un siège au gouvernement pour son parti. La majorité du gouvernement bascule à droite, après onze ans de majorité de gauche. Selon Olivier Meuwly, il ne faut cependant pas en attendre de grand changement, « en tout cas, à court terme »,.
Selon l'analyse du Temps, le candidat vert a bénéficié d'un report des suffrages des Vert'libéraux et Cesla Amarelle « fait les frais de la grogne du monde enseignant ». Le politologue Andreas Pilotti, cité dans le même article, juge que le PLR est le grand vainqueur de l'élection et que l'UDC en est l'un des grands perdants, puisque ce dernier parti permet la victoire de la droite sans parvenir à faire élire son candidat.
La participation est en légère augmentation par rapport au premier tour.

### Grand Conseil
Globalement, le rapport de force entre la gauche et la droite est stable et le nouvel hémicycle compte un bon tiers de nouveaux députés. Au total, 24 élus sortants qui se représentaient n'ont pas été réélus.
La droite conserve sa majorité, mais devra selon le journal Le Temps davantage composer avec les Vert'libéraux, en progression de deux sièges,,, qui renforcent ainsi leur position d'arbitre entre la droite et la gauche, même si l'ensemble des formations du centre conservent le même nombre de députés. Le PLR, qui gagne un siège, reste le premier parti du canton, tandis que le PS perd cinq sièges. Les Verts, en progression de quatre sièges, deviennent le troisième parti du canton, devant l'UDC qui en perd deux. L'extrême-gauche progresse de deux sièges,.
Le nouveau parlement compte un nombre record de femmes (53) tout en étant encore loin de la parité (35 %). Il est légèrement plus jeune (moyenne d'âge de 49 ans et quelques mois contre 50 ans en 2017). Enfin, 45 % des députés siègent également au sein d'une municipalité (30 % en 2017) et 20 % d'entre eux sont agriculteurs (alors qu'ils ne représentent que 2,5 % de la population active).
Le taux de participation (34,28 %) est en baisse de cinq points par rapport à 2017.